# Jardín de la escuela en Lubeca
El Jardín de la escuela en Lubeca, en alemán: Schulgarten Lübeck, es un jardín botánico de 4 hectáreas de extensión en la ciudad de Lubeca, Alemania. 

## Localización
Se ubica junto al río Trave en el barrio de St. Jürgen.
Schulgarten Lübeck Stadtteil St. Jürgen, Hansestadt Lübeck-Lubeca, Sleswig-Holsteen-Schleswig-Holstein, Deutschland-Alemania.
Planos y vistas satelitales.53°52′9.4″N 10°42′14.2″E / 53.869278, 10.703944
Está abierto a diario al acceso público.

## Historia
Ya en 1909 Erwin Barth (1880–1933) había desarrollado planes para un jardín de la escuela en la ciudad de Lubeca. Pero el jardín fue realizado solo por su sucesor Harry Maasz en 1913. 
Durante la Primera Guerra Mundial, el jardín de la escuela se convirtió en un campo de cultivo de patatas y verduras.
En 1920 la institución estaba dirigida por Harry Maasz e intentó incrementar el jardín de la escuela, pero no tuvo éxito.
Durante la Segunda Guerra Mundial, el sitio tuvo un uso puramente práctico, con cultivos de subsistencia. 
En 1949 se volvió a abrir como un jardín escolar y para la enseñanza.
El jardín de la escuela era una expresión de las ideas de la reforma pedagógica y todavía se utiliza para el propósito de la contemplación y la educación dedicada. En los diferentes espacios de jardín se presenta una variedad de temas hortícolas y de historia natural. 

## El huerto
El huerto escolar es una experimentación hortícola, se planta de forma continua, efectuándose podas y tratamientos de las plantas cultivadas.

### Clasificación del jardín
- Jardín hundido, rodeado de pórticos y pérgolas.
- Túnel de los tilos ingeniosamente cortados.
- Charca de los lirios de agua.
- Prado de flores silvestres.
- Huerta
- Jardín ornamental
- Humedales
- Jardín de brezos
- Alpinum con plantas alpinas y subalpinas de Europa
- Bosquete
- La enseñanza de jardín de plantas de parentesco y la herencia

## Edificaciones
Una casa de madera con techo de paja sirve como un edificio de la granja para guardar los equipos y herramientas de jardín y un salón para los jardineros. Las plantas que no son resistentes al frío como las palmeras son realojadas en el invernadero de vidrio de "Falkenstraße". Durante los meses de verano funciona una cafetería la "Vorwerker Diakonie".

## Esculturas
- Brunnenplastik Wasserschöpfendes Mädchen obra de Ernst Müller-Braunschweig al final del túnel de los tilos; nombrada por la „Dorothea“ de Lübeck.
- Plastik Panther obra de Fritz Behn de 1934 en el jardín de la cabaña. En un principio se instaló en el Eschenburgpark. La ciudad de Lubeca la compró en 1960.

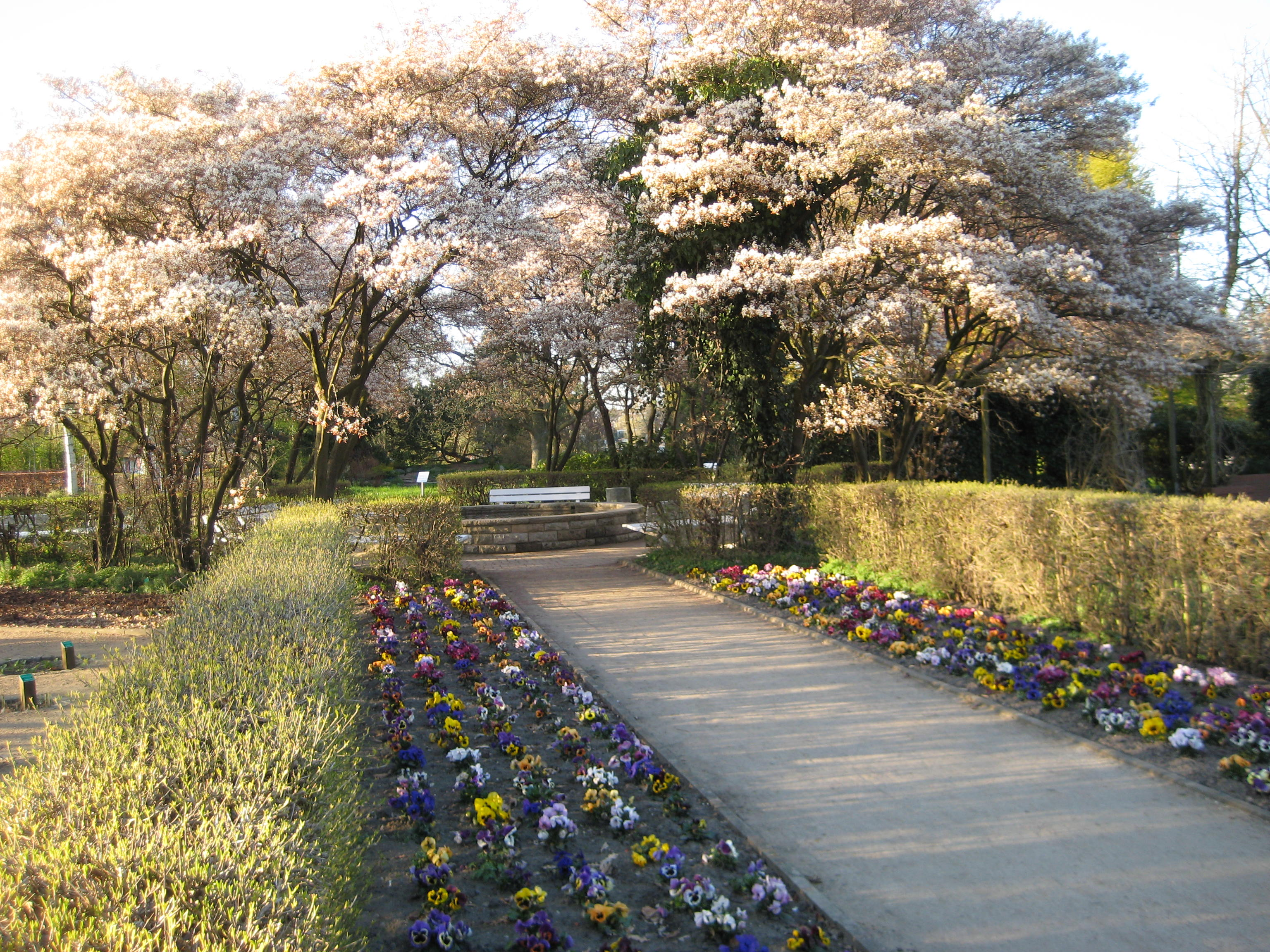
Primavera en el "Schulgarten Lübeck".
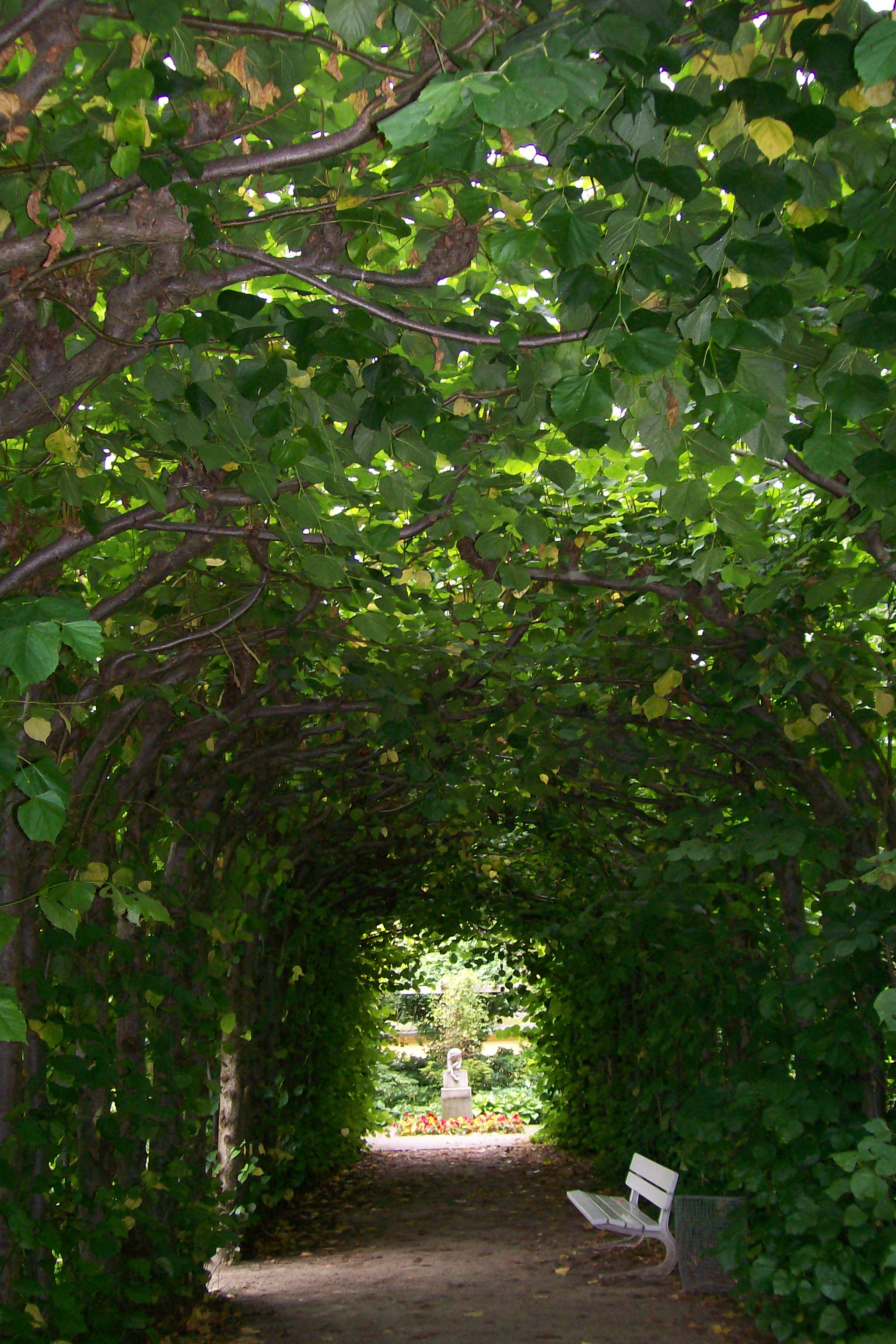
El "Laubengang" túnel vegetal mediante tilos recortados en el "Schulgarten Lübeck".
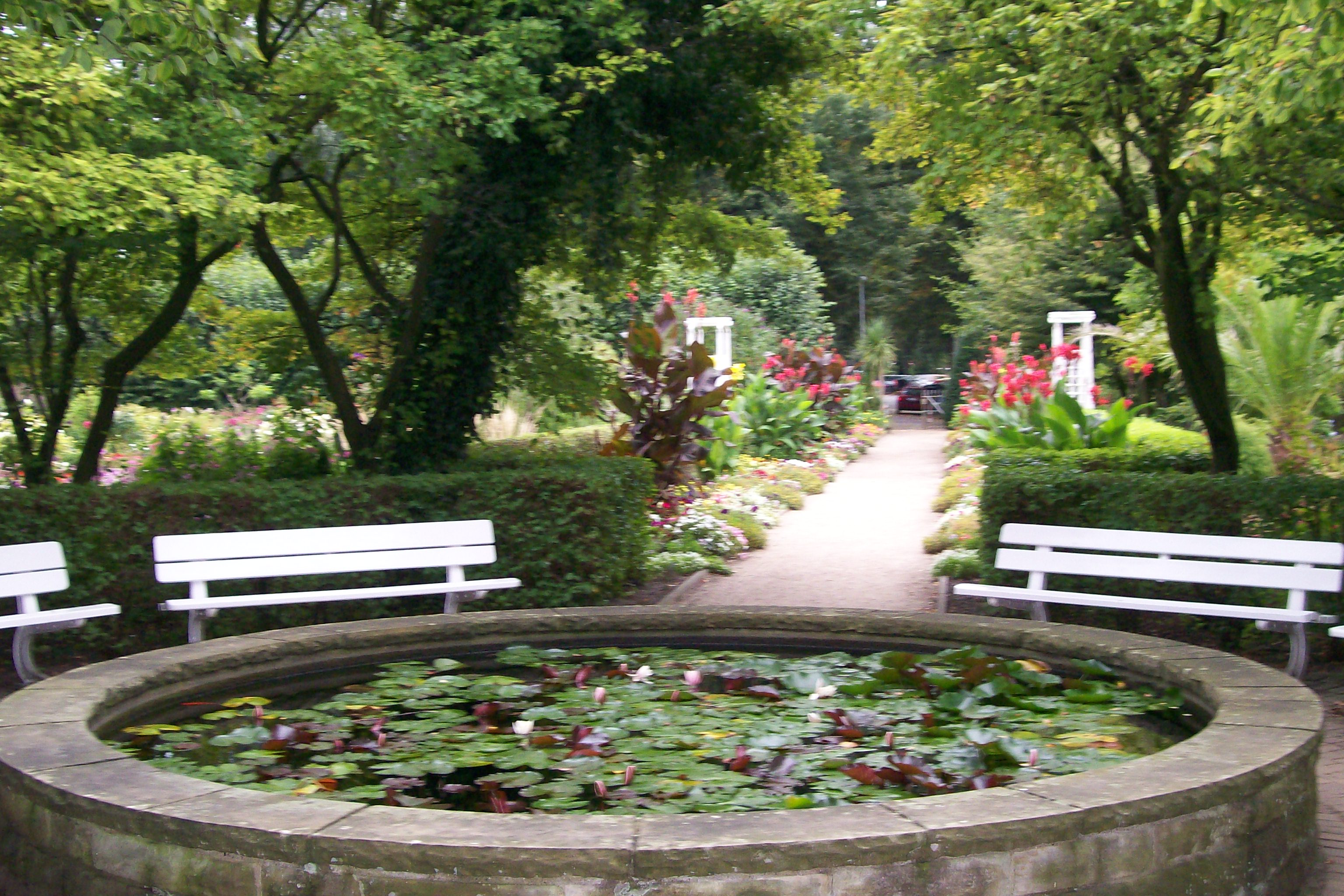
Estanque con nenúfares.
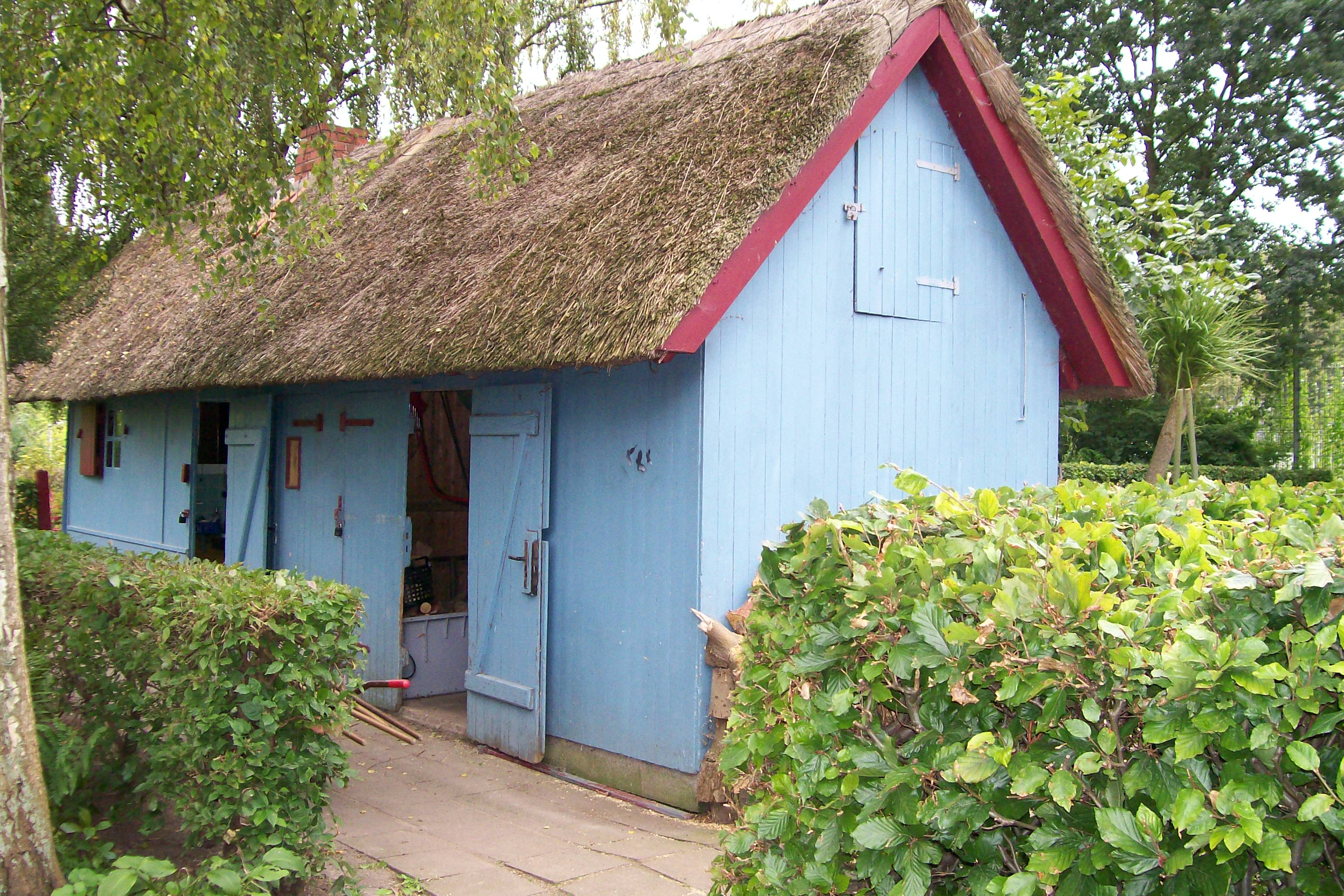
"Wirtschaftshaus" (casa económica) en el "Schulgarten Lübeck".
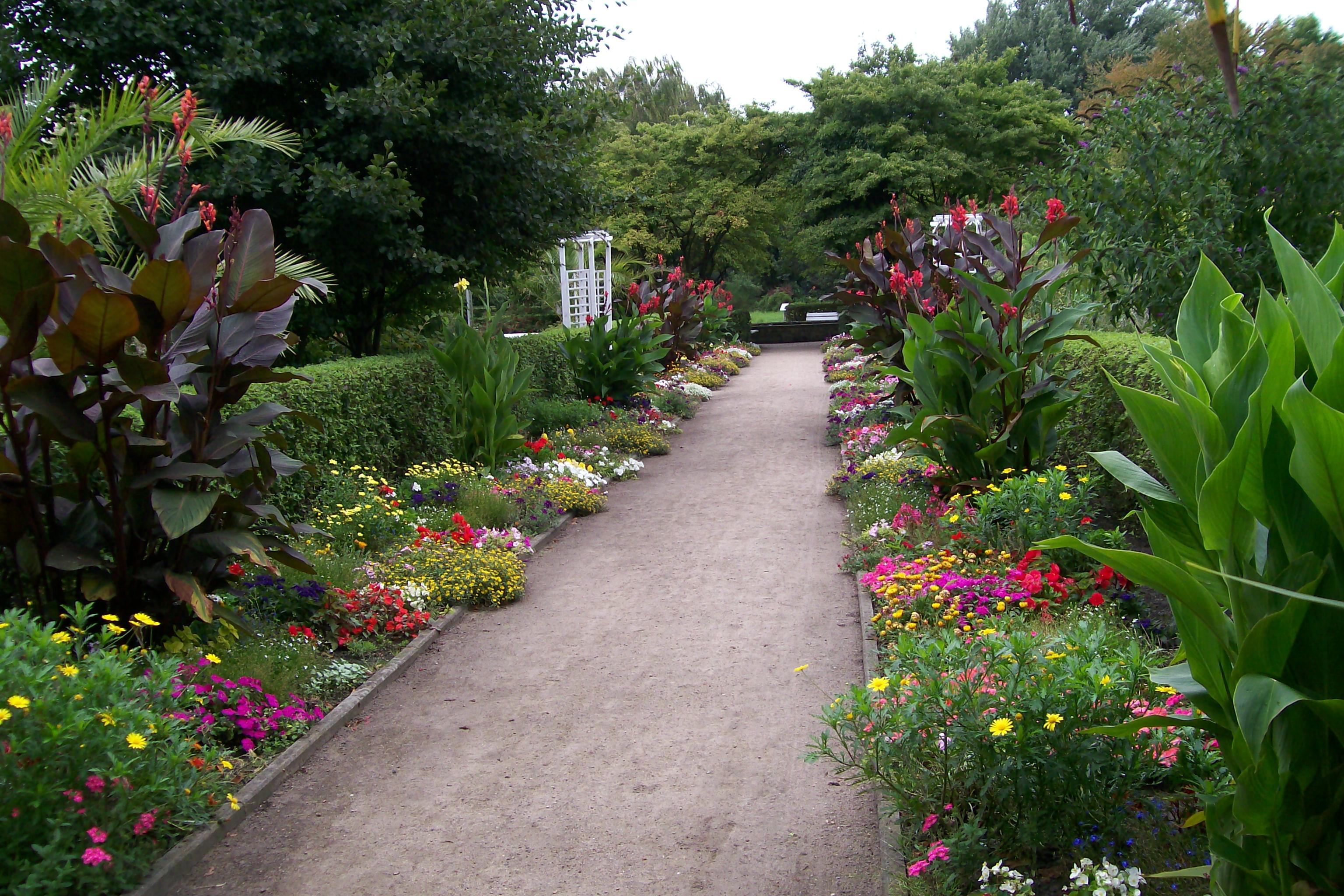
Entrada en el "Schulgarten Lübeck".
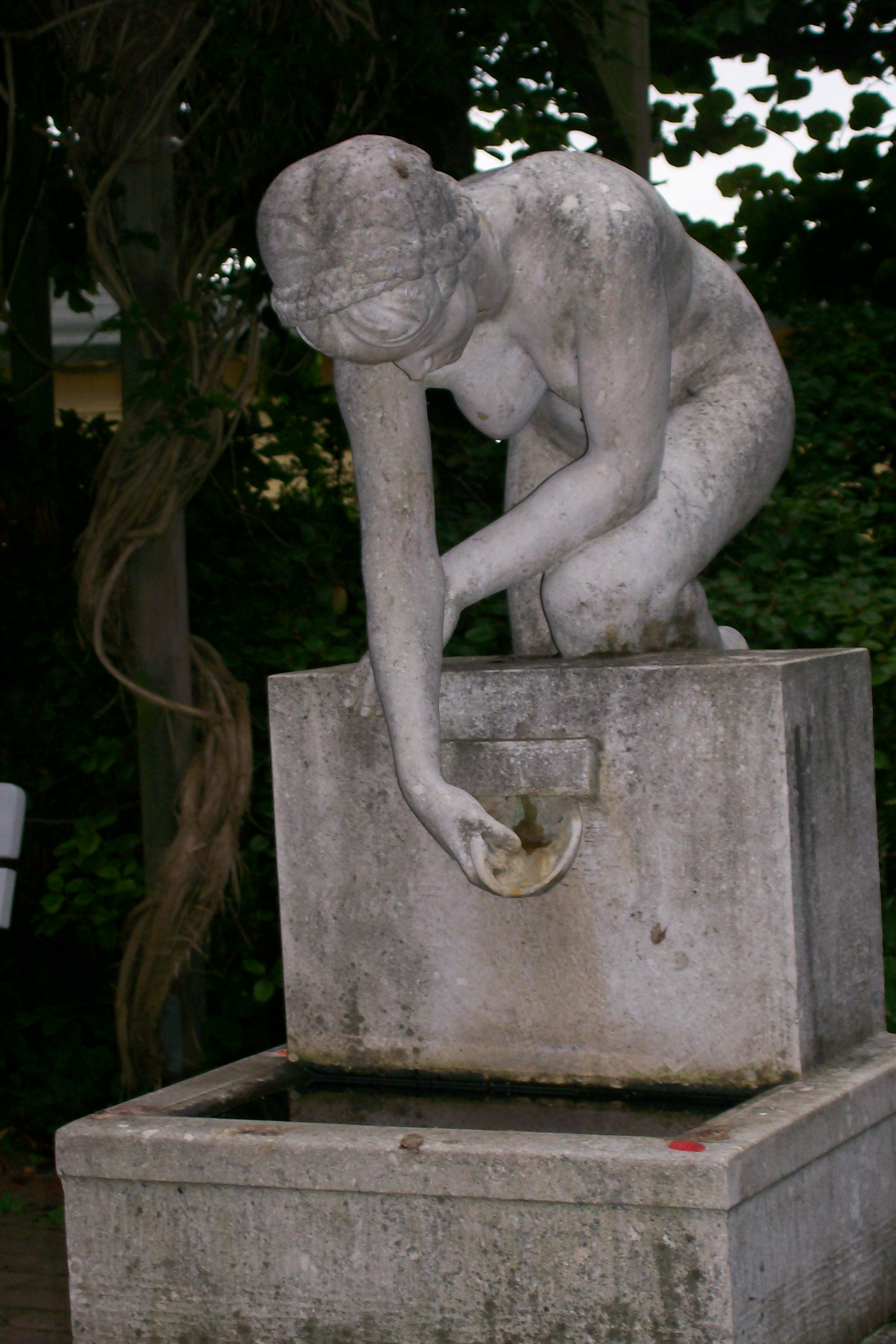
"Mädchenbrunnen" obra de Ernst Müller en el "Schulgarten Lübeck".
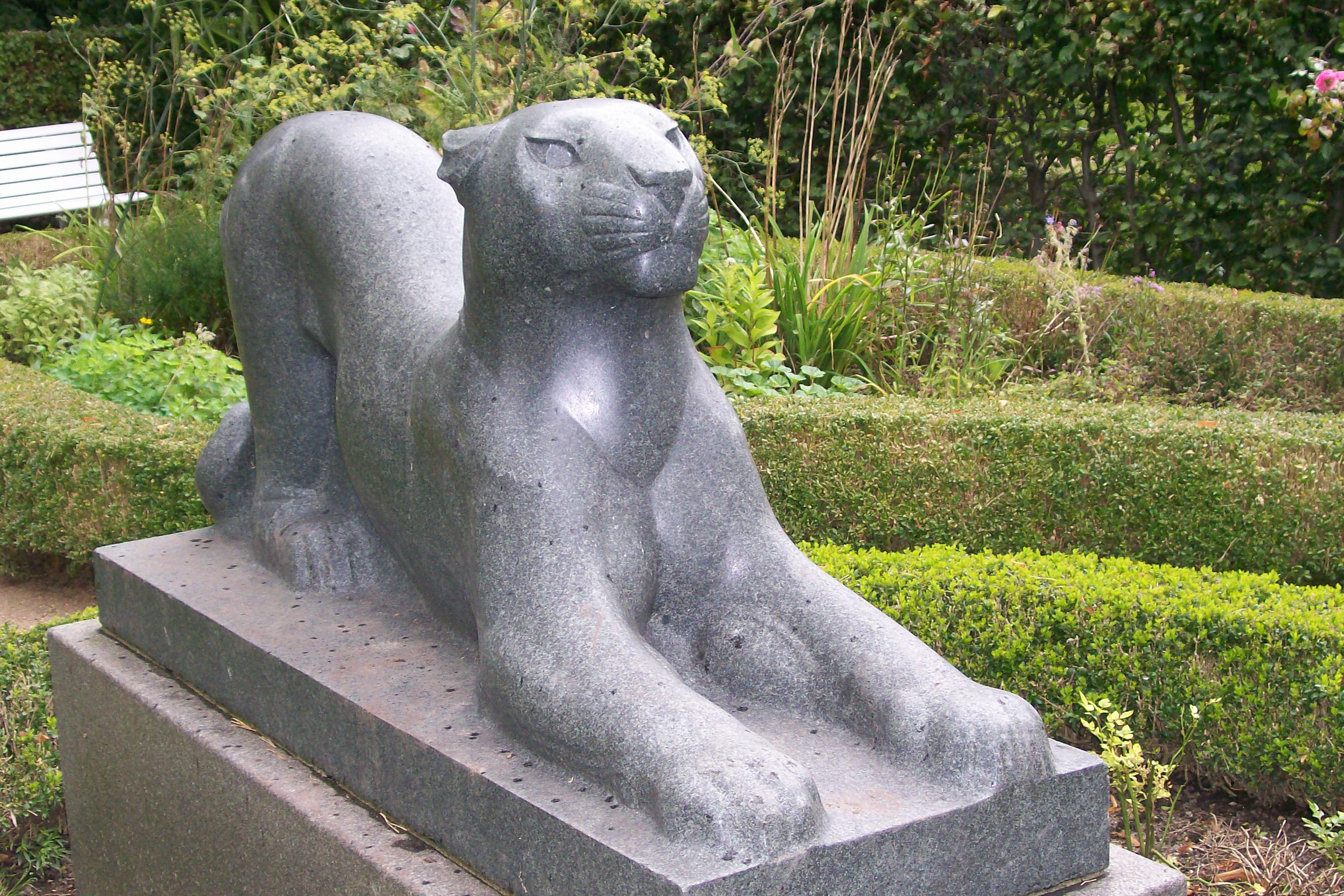
Escultura de pantera obra de Fritz Behn.
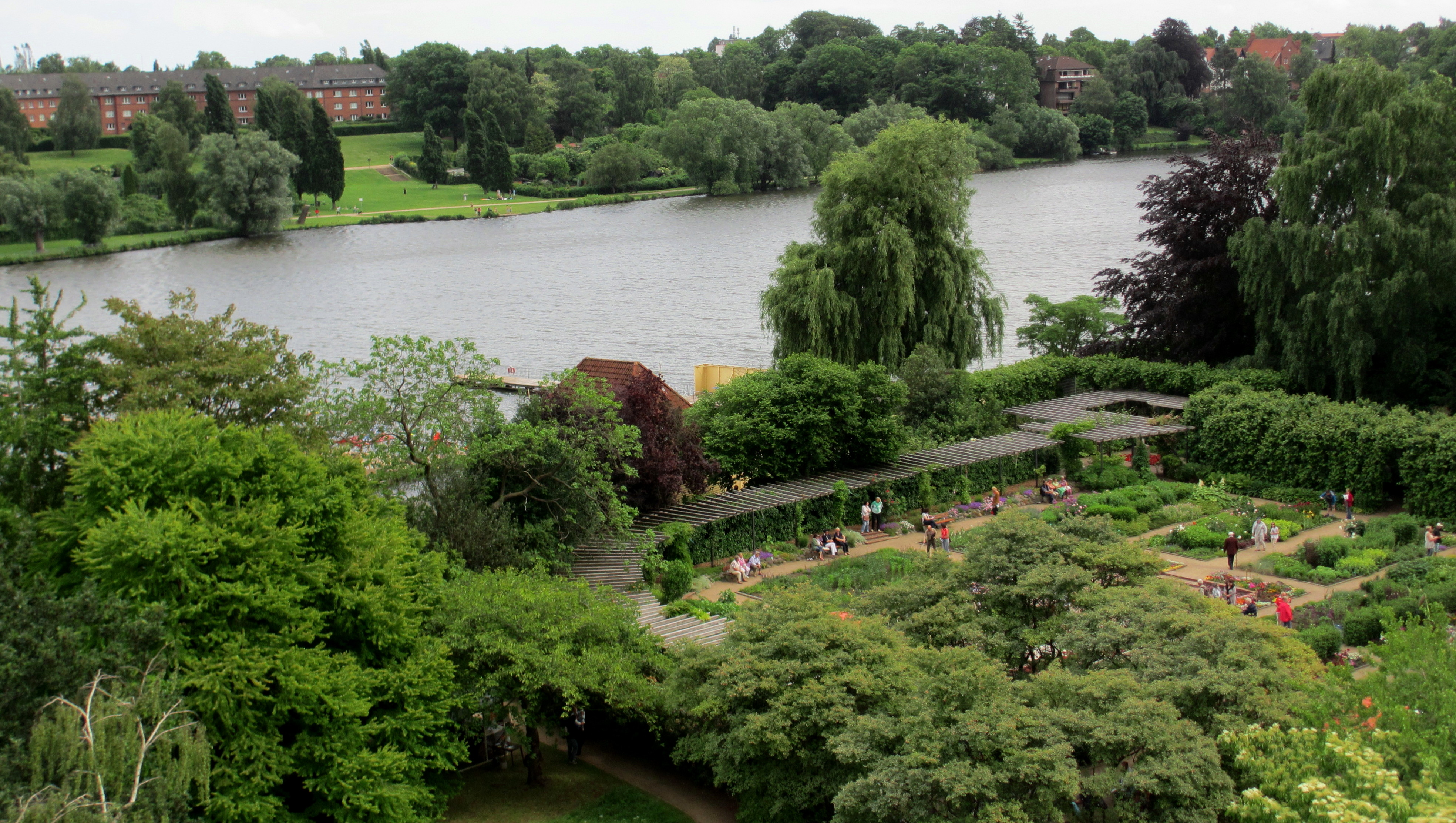
Vista parcial del "Schulgarten Lübeck".